# جيمي ميدراندا
جيمي ميدراندا (بالإسبانية: Jimmy Medranda)‏ (7 فبراير 1994 في كولومبيا - ) هو لاعب كرة قدم كولومبي في مركز الوسط. لعب مع سبورتينغ كانساس سيتي واوكلاهوما سيتي أنرجي وديبورتيفو بيريرا.

## روابط خارجية
- جيمي ميدراندا على موقع الدوري الأمريكي (الإنجليزية)
- جيمي ميدراندا على موقع قاعدة بيانات كرة القدم.إي يو (الإنجليزية)
- جيمي ميدراندا على موقع Soccerway.com (الإنجليزية)
- جيمي ميدراندا على موقع AS.com (الإسبانية)